# Großer Scyroteich
Der Große Scyroteich (auch mit „k“ und Bindestrich geschrieben Skyro-Teich; niedersorbisch Skwórowy gat; früher auch als „Skyro-See“ bezeichnet: Skwórow oder Skwórowy jazor, beziehungsweise Skirow oder Skirowy jazor) lag im Süden des heutigen Landkreis Oberspreewald-Lausitz, im Land Brandenburg.

## Geographische Lage

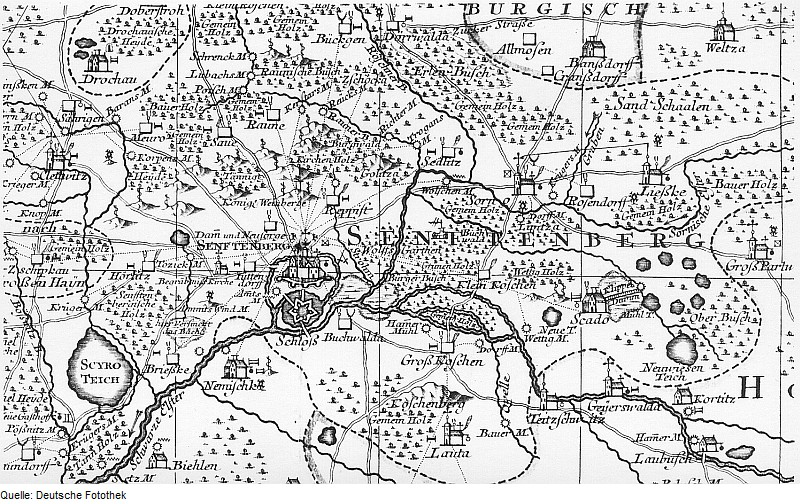
Die Karte des Amtes Senftenberg (1757) zeigt links unten den Scyroteich

Der Skyroteich, war seinerzeit das größte Teich-Gewässer der Umgebung. Im Süden der Niederlausitz, im Dreiländereck der preußischen Provinz Brandenburg, dem sächsischen Amt Großenhain und dem niederschlesischen Zipfel gelegen, erstreckte er sich im einstigen Sumpf- und Auenreichen Mündungsgebiet der Pößnitz zur Schwarzen Elster, südwestlich vom ursprünglichen Hörlitzer Dorf, nordwestlich zum einstigen Inseldorf Brieske, nordöstlich der Ortschaft Naundorf (Schwarzheide-Ost), südlich zur Krügersmühle und Schipkau (damals Zschipkau), bis zum heutigen Areal der BASF Schwarzheide und zur ehemaligen Brikettfabrik Viktoria III (1951–1995 Fortschritt). Östlich zum Teich befand sich das Quellgebiet der Wolschinka.

## Namensgebung
Der Name „Skyro“ kommt vom sorbischen skwórow oder skirow und bedeutet „Spatzen-“ oder „Starteich“. Nicht zuletzt auch das alte Ortswappen mit dem Kiebitz und die älte Namensform des nahegelegenen Schipkau; Zschipkau, mit der früheren Kolonie Vogelberg – Tśipkow, ableitend von tśipka; „das Küken“, „ein junges Huhn“ – auf die einstige Vogelvielfalt der Gegend Hinweis gibt. So schrieb Latzke 1925 im Senftenberger Anzeiger:
„Im Jahre 1495, als die Lausitz noch sächsisch war, lies der damalige Kurfürst Albrecht diesen Teich anlegen.“ Es wird von einem ungeheueren Reichtum an Fischen, balzenden Auerhühnern und Nistkolonien des Rohrsperlings entlang der Schilfwiesen des Ufers berichtet. Weiter heißt es: „August der Starke soll oft im Schloss Senftenberg verweilt haben, um in der Gegend des Skyroteiches zu fischen und auf die Jagd zu gehen. Auch die späteren preußischen Herrscher waren oft in der Gegend. Den letzten Kaiser zog es aus der Oberförsterei Grünhaus bei Finsterwalde zum Skyroteich um dort der Auerhuhnjagd zu fröhnen [sic!].“
Da die Böden der Umgebung für den Getreideanbau zu feucht waren, war der Fischfang oft das einzige Auskommen der dort lebenden Menschen. In den 1860er Jahren pachten drei Hörlitzer Bauern den Teich um der Fischerei nachzugehen.

## Geschichte

### Zerstörung durch Braunkohle-Bergbau und Chemische Industrie
Mit dem Ende des 19. und Anfang des 20. Jahrhunderts aufkommenden Braunkohlen-Bergbau, kam es zur Senkung des Grundwasserspiegels. Der Trockenfall der Gegend verband eine Zerstörung der Fluss- und Auenlandschaften. Die Flüsse und Bäche wurden weitgehend kanalisiert, die meisten Flussnebenarme, Teiche und Sümpfe trockneten so stark aus, dass sie vollständig verschwunden sind und später meist zugeschüttet wurden, oder von Tagebaugruben erfasst waren. 

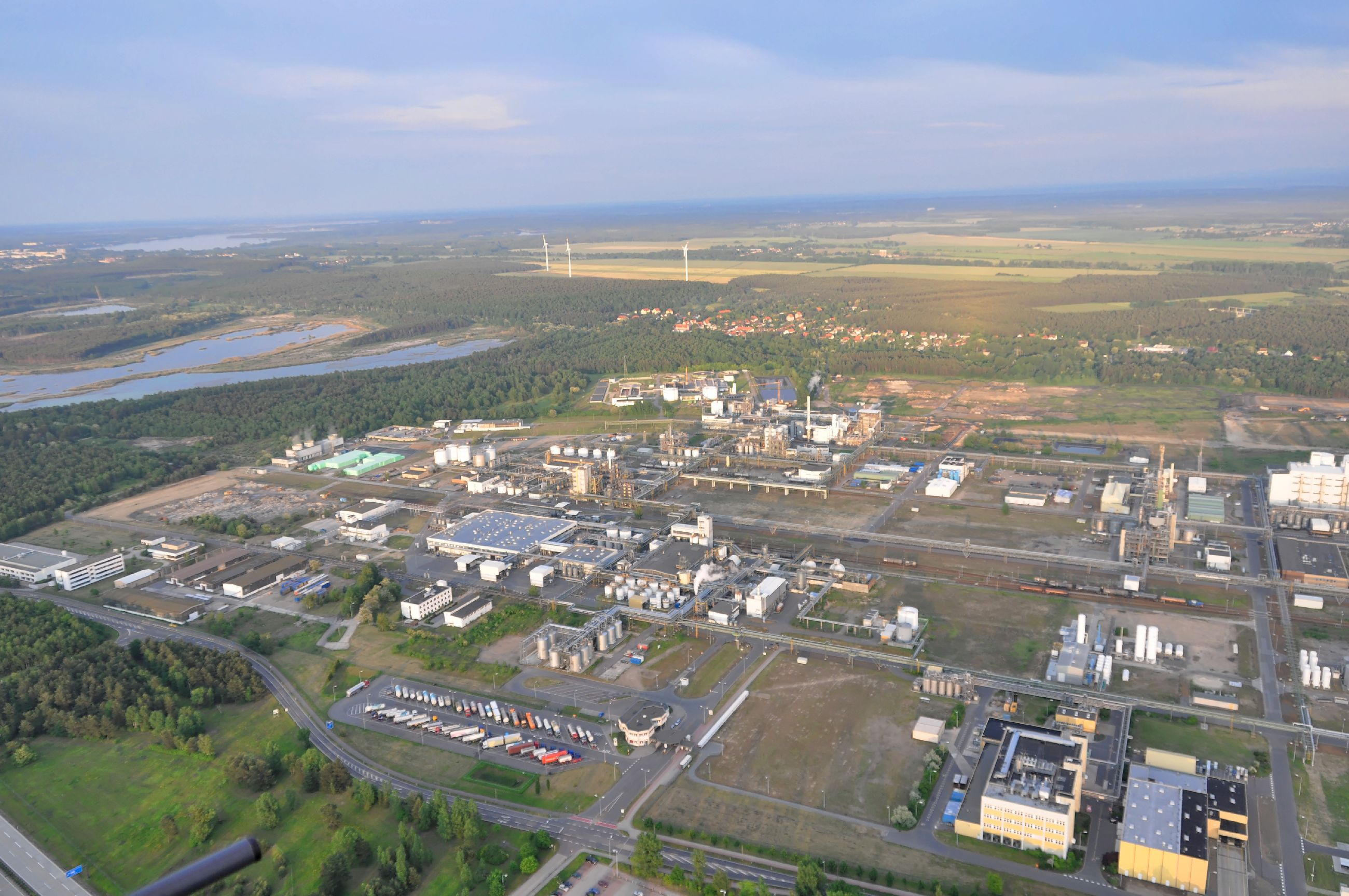
Luftaufnahme von westlicher Richtung auf die BASF Schwarzheide – im Nordosten (links) die Reste des Scyroteich und die Kolonie Victoria (mittig) zu erkennen.

 Mit dem Bau der Brikettfabrik Victoria III und der Erschließung der Tagebaugruben Victoria und Marga verschwand auch der Skyroteich von der Landwirtschaft. Heute findet man nur noch einen kleinen von der Industrie gezeichneten Teil – den sogenannten „Kabelbaggerteich“ –, in unmittelbarer Nähe zum ehemaligen Gelände der Brikettfabrik, nordwestlich der Bahntrasse Senftenberg – Ruhland, entlang der nördlichen BASF-Anlagen, südlich zur alten Schipkauer Zufahrtsstraße der damaligen Brikettfabrik bis zur Pößnitz im Westen.

Als ob dies nicht ausreichend, begann in den 1930er Jahren, mit dem entstehen des Hydrierwerk BRABAG Ruhland-Schwarzheide und dessen Gewinnung von flüssigen Kraftstoffen aus der örtlichen Braunkohle ein weiteres Kapitel der Zerstörung. Fünfundsiebzig Prozent des Werkes wurden in den Weltkriegsjahren 1943 bis 1945 durch Bombenangriffe zerstört. Seinen Höhepunkt fand es sicherlich in der DDR-Zeit, mit der Produktion von Herbizid-Pflanzenschutzmittel und Polyurethan durch das spätere VEB Synthesewerk Schwarzheide. Havarien bei den Produktionsprozessen, Defekte an den Abwasserleitungen und Abwasserbecken, Leckagen in der Herbizidfabrik, Entsorgung der Produktionsabfälle auf der bis in den Teich hinein getriebenen Deponie. Offiziell gab es in der DDR keine Umweltzerstörung, aber wie in Bitterfeld und Leuna, die Situation ist ähnlich. 

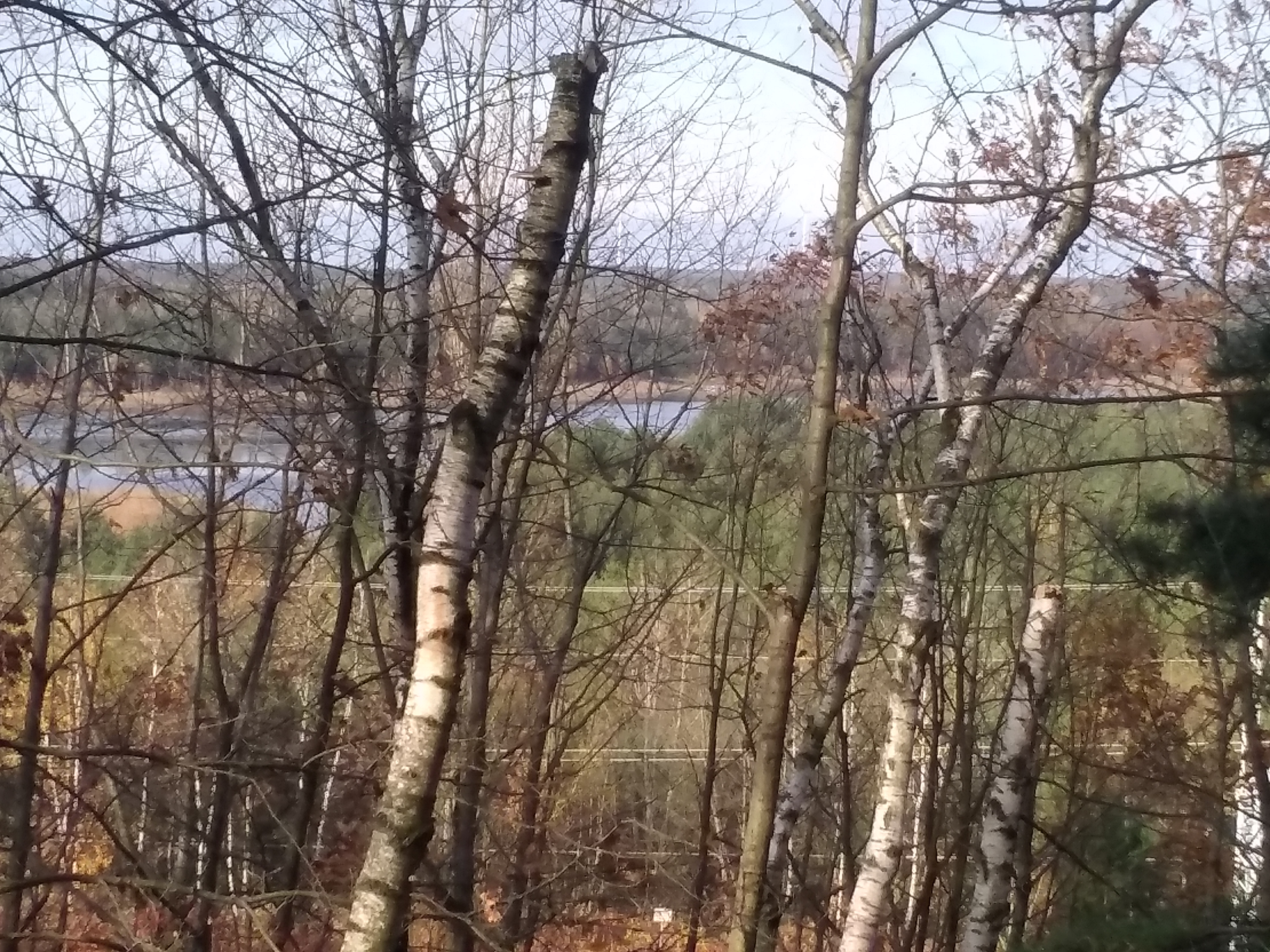
Kabelbaggerteich – Blick von der Hochkippe am Bahndamm

 Bis 1990 gelangen verschiedenste Schadstoffe ungehindert in das Erdreich und Grundwasser. Bedenklich, war der Teich doch bis in die 1990er Jahre von der alten Zufahrtsstraße der Brikettfabrik aus noch relativ frei zugänglich.
Kinder im angrenzenden Flurstück spielten und Anwohner dort Pilze und Heidelbeeren sammelten. So ist der Teich und das umliegende Areal seit spätestens 2000 umzäunt und bis auf weiteres dem BASF-Gelände angliedert. Es gehört jedoch seit dem Jahr 2002 zur neugegründeten Gemeinde Schipkau.

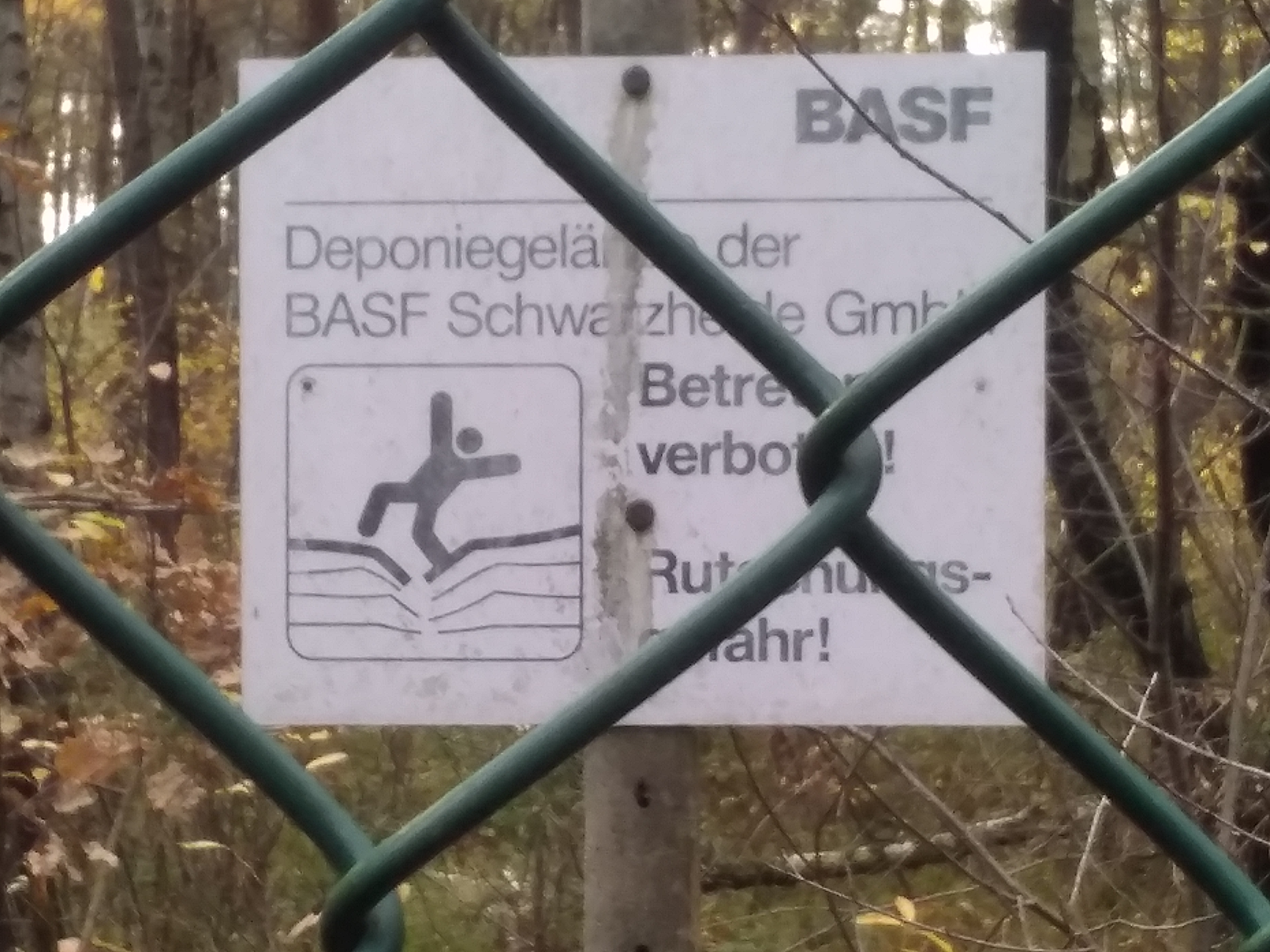
Deponiegelände Kabelbaggerreich – Warnschild am Werkszaun zur alten Straße Brikettfabrik Victoria III – Krügermühle

 Der Rahmenvertrag zur Übernahme des VEB Synthesewerk Schwarzheide durch die BASF AG Ludwigshafen aus dem Jahr 1990 umfasst mehrere Abkommen mit der Bundesregierung, dem brandenburgischen Umweltministerium und dem Landkreis Oberspreewald-Lausitz zur Altlastenerfassung und Sanierung. Umweltschäden, welche vor dem 1. Juli 1990 entstanden sind, sind darin geregelt. Neben vielen anderen Punkten, stehen die Gefahrenabwehr, Sanierung, Sicherung und Nachsorgemaßnahmen an der Deponie Kabelbaggerteich. Insbesondere für die Grundwassersanierung, die Sicherungs- und Überwachungsmaßnahmen zur Verhinderung des Abströmens von kontaminiertem Grundwasser in genutzte Grundwasserbereiche und oberirdische Gewässer.

### Entwicklung seit 2000
Mit den Jahren, haben im Skyroteichgebiet die ein oder andere Pflanz- und Tierart bereits wieder ein Habitat gefunden. 

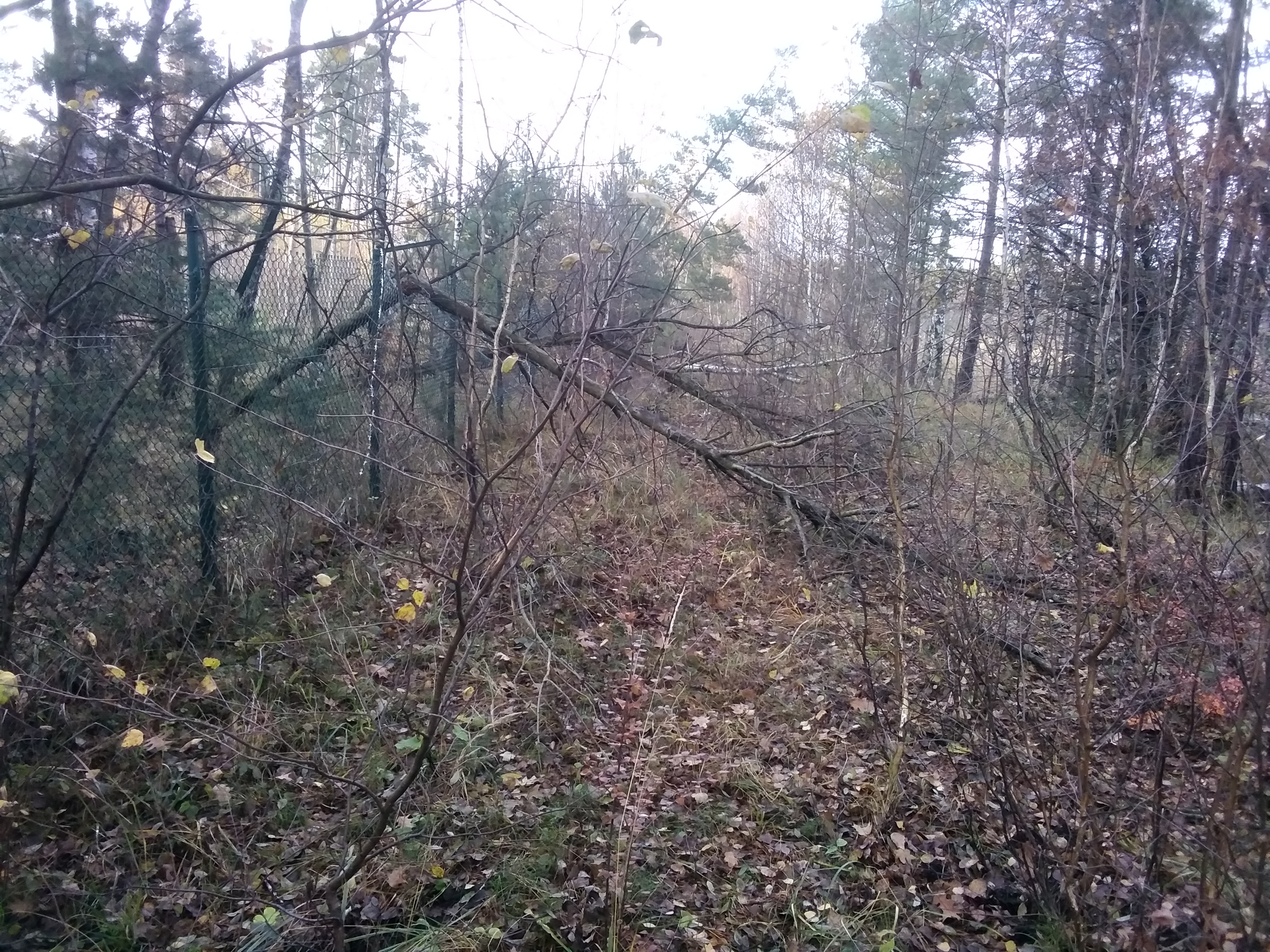
Alte Zufahrtsstraße der früheren Brikettfabrik Victoria III – teilweise unpassierbar.

 Einige Vogelarten, Wildschwein, Reh und Hirsch lassen sich dort inzwischen wieder beobachten. Schilfgürtel säumen die Uferbereiche und ein sumpfiger urwaldähnlicher Mischwald befindet sich zwischen den neu entstandenen Teichen, rechtsseits und linksseits der alten Schipkauer Zufahrtsstraße der Brikettfabrik.
Am Sanierungsareal Kabelbaggerteich, im Resultat der Sanierungsmaßnahmen ist dort eine charakteristische weit ins Gewässer ragende Halbinsel entstanden, welche nach Nordwesten immer schmaler wird. Unterirdisch angelegte Dammanlangen und sicher verdichtete Bodenmaterialien formten ein Eiland auf dem Fluss- und Seeschwalben sehr gute Lebens- und Brutbedingungen vorfinden. So Günter Szadzik vom Senftenberger Regionalverband des Nabu's berichtet.

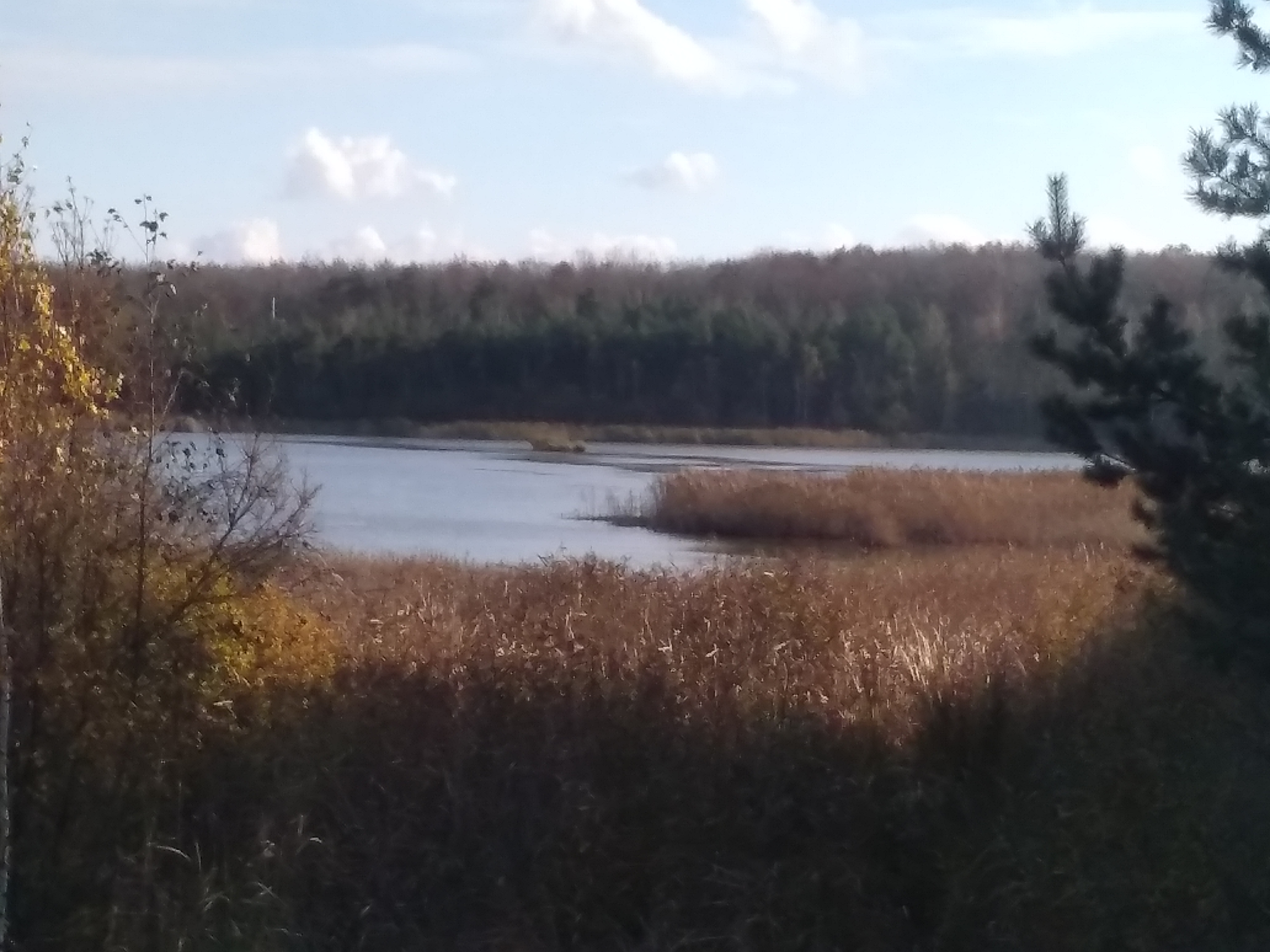
Alter Fabrikteich

 Getrennt durch den Werkszaun der BASF und der alten Zufahrtsstraße der Brikettfabrik, befinden sich zwei weitere östlich und nördlich davon gelegene Teiche. Der kleinere östliche, ehemalige Fabrikteich der Brikettfabrik Victoria und die frühere Tagebaugrube Victoria III im Norden – welche man sowohl als Wildschweinteich bezeichnet, als auch bei einigen Schipkauern als Victoriasee bekannt ist – und ursprünglich durch Abwasser aus der Brikettfabrik gespeist wurden. Wie Günter Szadzik weiter berichtet: Sollen diese Teiche als natürliche Kläranlage fungieren, Mikroorganismen sollen zum Abbau der Ölrückstände im Wasser beitragen. 

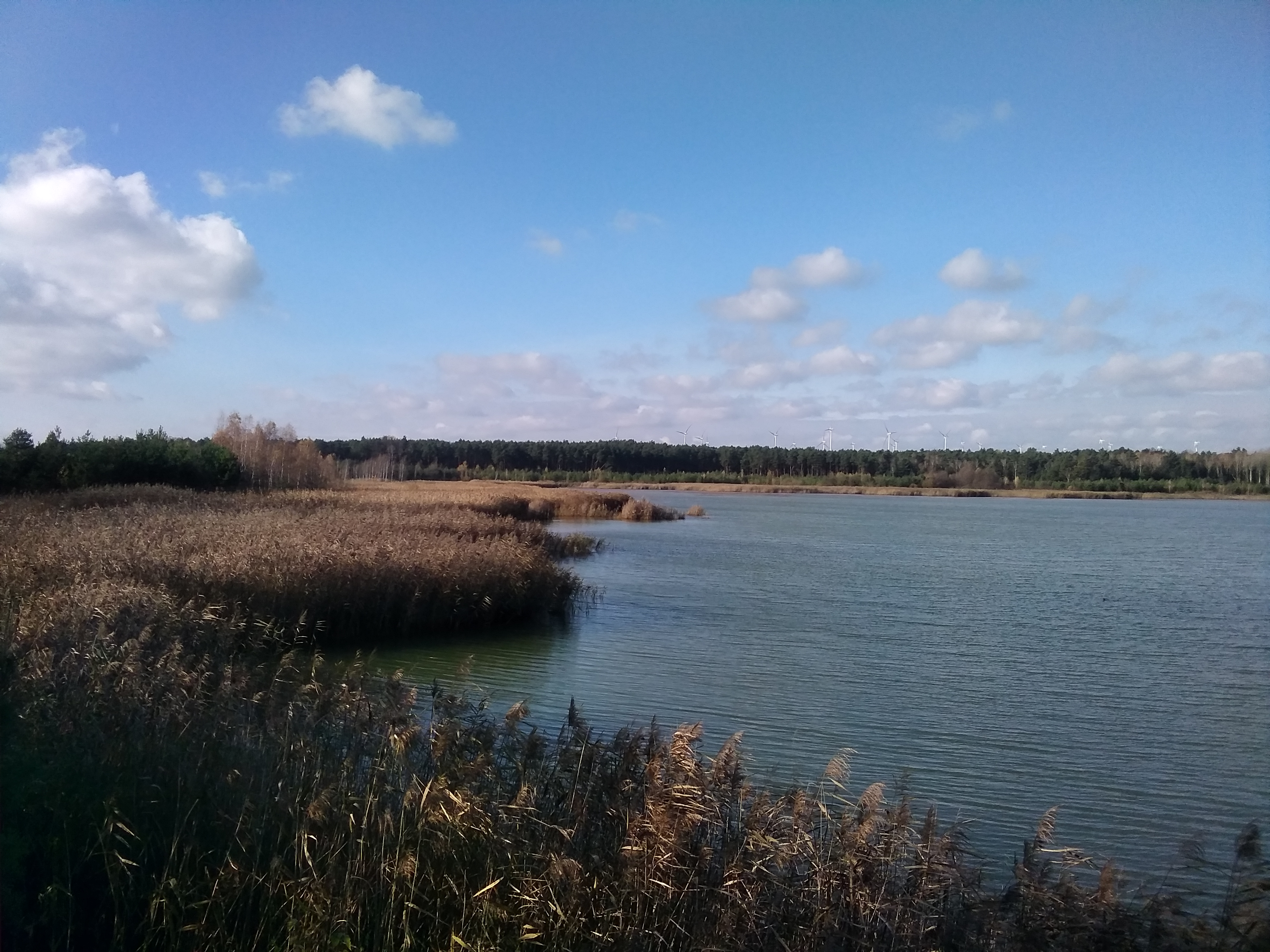
Wildschweinteich – Nordwestseite

 In den Jahren 1992 bis 1995 soll hier bereits eine Grundsanierung durch die LMBV erfolgt sein. Nach Worten Szadzik's, zählt inzwischen sowohl der Wildschwein- als auch der kleine Victoria-Fabrikteich zum "Nationalen Kulturerbe".

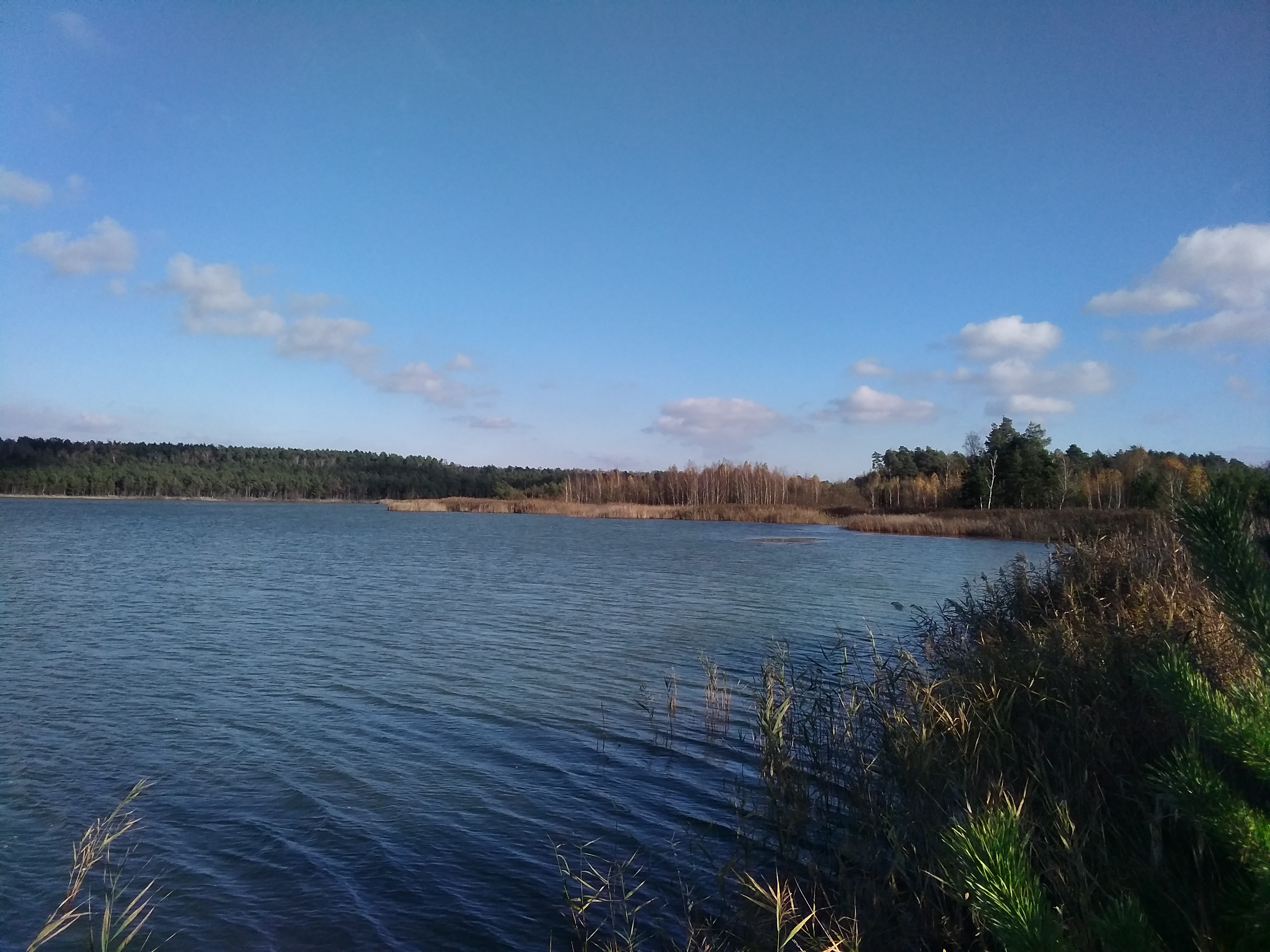
Wildschweinteich – Nordostseite

Nach Angaben des Naturschutzfonds Brandenburg sollen diese Flächen in das Eigentum dieses Gremiums übergehen.
Koordinaten: 51° 29′ 31,3″ N, 13° 54′ 17″ O